# Kazimierz Wiśniowski

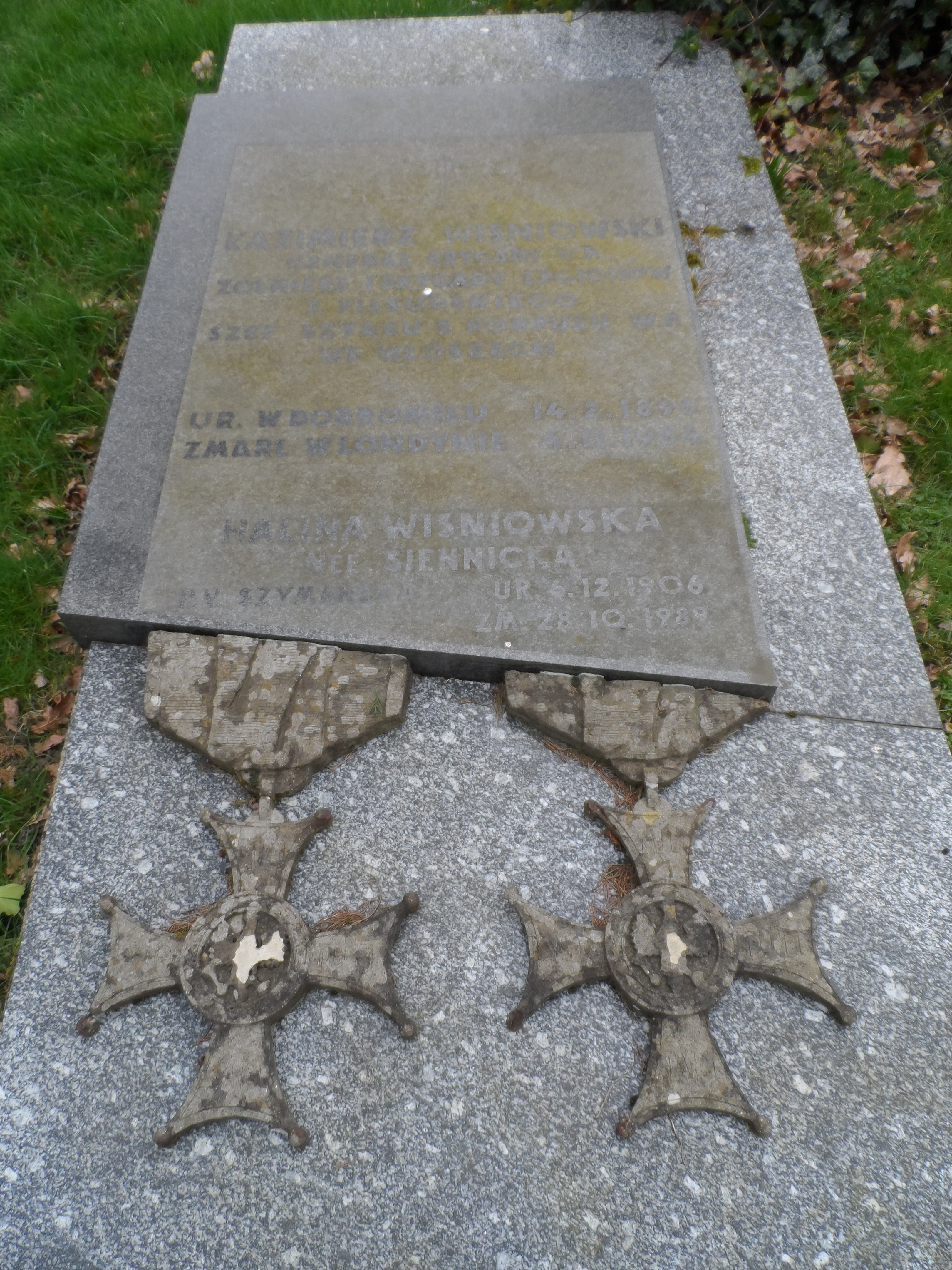
Grób Wiśniowskiego i jego żony

Kazimierz Marian Wiśniowski (ur. 14 lutego 1896 w Dobromilu, zm. 4 listopada 1964 w Londynie) – generał brygady Wojska Polskiego.

## Życiorys
Kazimierz Marian Wiśniowski urodził się 14 lutego 1896 roku w Dobromilu, w rodzinie Adama i Marii z Wartmanów . Bardzo wcześnie włączył się do działań w Związku Strzeleckim. W okresie czerwiec 1914 - lipiec 1917 służył w 5 pułku piechoty Legionów Polskich jako adiutant w I batalionie. Od lipca 1917, po kryzysie przysięgowym, działał w Polskiej Organizacji Wojskowej. Od listopad 1918 do lipca 1919 roku pełnił stanowisko dowódcy kompanii w 5 pułku piechoty Legionów.
Od lipca 1919 dowódca kompanii w Bytomskim Pułku Strzelców, który w 1921 został przemianowany na 75 pułk piechoty. W grudniu 1920 został przeniesiony do Oddziału II Dowództwa Okręgu Korpusu Nr VI we Lwowie. 3 maja 1922 został zweryfikowany w stopniu kapitana ze starszeństwem z dniem 1 czerwca 1919 w korpusie oficerów piechoty. W marcu 1924 został skierowany do 48 pułku piechoty w Stanisławowie na stanowisko dowódcy kompanii. We wrześniu 1926 został przeniesiony do dowództwa 11 Dywizji Piechoty w Stanisławowie. W czerwcu 1928 powierzono mu pełnienie obowiązków dowódcy batalionu 68 pułku piechoty we Wrześni. 2 kwietnia 1929 awansował na majora ze starszeństwem z dniem 1 stycznia 1929 i 18. lokatą w korpusie oficerów piechoty. W lipcu 1929 roku został przeniesiony do 7 pułku piechoty Legionów w Chełmie na stanowisko kwatermistrza. Od 15 czerwca do 7 sierpnia 1930 odbył staż liniowy w 2 pułku artylerii ciężkiej w Chełmie oraz odbył od 15 października do 15 grudnia 1930 Kurs Próbny przy Wyższej Szkoły Wojennej dla oficerów, powołanych jako kandydatów na Kurs Normalny 1930–1932. Od 5 stycznia 1931 był słuchaczem XI Kursu Normalnego Wyższej Szkoły Wojennej w Warszawie. Z dniem 1 października 1932, po ukończeniu kursu i otrzymaniu dyplomu naukowego oficera dyplomowanego, został przeniesiony do Wyższej Szkoły Wojennej na stanowisko wykładowcy. W listopadzie 1935 roku został przeniesiony do Generalnego Inspektoratu Sił Zbrojnych na stanowisko II oficera sztabu inspektora armii generała broni Kazimierza Sosnkowskiego . Awansował na podpułkownika ze starszeństwem z dniem 1 stycznia 1936 roku w korpusie oficerów piechoty. W kampanii wrześniowej 1939 roku pełnił służbę w sztabie Frontu Południowego. 
21 września dostał się do niewoli radzieckiej. Uwolniony 2 sierpnia 1941 roku na skutek usilnych starań gen. Władysława Andersa. Po uwolnieniu, od grudnia 1941 do sierpnia 1943, szef Oddziału III Operacyjnego Sztabu Polskich Sił Zbrojnych w ZSRR, a potem Armii Polskiej na Wschodzie. Awansował na pułkownika ze starszeństwem z dniem 1 stycznia 1943 roku. Od sierpnia do listopada 1943 szef Oddziału III Operacyjnego Sztabu 2 Korpusu Polskiego. Od listopada 1943 do grudnia 1946 szef sztabu 2 Korpusu Polskiego. Na tym stanowisku walczył w kampanii włoskiej, między innymi w czasie bitwy o Monte Cassino, Ankonę i Bolonię. Kierował rozbudową korpusu we Włoszech i jego demobilizacją w Anglii. W międzyczasie (21 października 1944 – 10 stycznia 1945) dowodził 1 Brygadą Strzelców Karpackich. Na generała brygady został awansowany ze starszeństwem z dniem 3 maja 1945 roku w korpusie generałów. 
Po demobilizacji osiadł w Londynie. Odnawiał i prowadził drobne naprawy starej porcelany, co pozwalało mu na uzyskanie środków utrzymania.
Ożenił się z agentką wywiadu, Haliną Szymańską. Zmarł 4 listopada 1964 w Londynie. Został pochowany na Cmentarzu South Ealing w Londynie.

## Ordery i odznaczenia
- Krzyż Złoty Orderu Wojennego Virtuti Militari nr 84[7]
- Krzyż Srebrny Orderu Wojennego Virtuti Militari nr 8545
- Krzyż Niepodległości (16 września 1931)[8]
- Krzyż Kawalerski Orderu Odrodzenia Polski (11 listopada 1937)[9]
- Krzyż Walecznych (czterokrotnie, „za czyny męstwa i odwagi wykazane w bojach toczonych w latach 1918–1921”)
- Krzyż Walecznych (dwukrotnie, „za czyny męstwa i odwagi wykazane w wojnie rozpoczętej 1 września 1939 roku”)
- Złoty Krzyż Zasługi z Mieczami
- Srebrny Krzyż Zasługi (10 listopada 1928)[10]
- Krzyż Oficerski Orderu Imperium Brytyjskiego (31 grudnia 1944)[11]